# Шагін Антон Олександрович
Антон Олександрович Шагін (при народженні — Горшков; нар. 2 квітня 1984, Кімри, Калінінська область, СРСР) — російський актор театру, кіно, телебачення та дубляжу, поет. Лауреат премій Уряду Російської Федерації (2012) та Президента Російської Федерації (2017).
Путініст. Підтримує путінський режим та війну Росії проти України.

## Біографія
Антон Горшков (Шагін) народився 2 квітня 1984 року в місті Кімри Тверської області. Дитинство пройшло в місті Карачеві (Брянська область), куди його у восьмимісячному віці перевіз дід, Юрій Костянтинович Горшков. Навчався в школі імені С. М. Кірова. До школи Антон носив прізвище Горшков (Шагін — прізвище вітчима). Коли Антону було 14 років, його мати за невідомих обставин була вбита в Москві. Після 9-го класу середньої школи пішов навчатися в ПТУ на слюсаря-інструментальника. Брав участь у художній самодіяльності. Пропрацювавши один рік після закінчення ПТУ, поїхав до Москви вступати до Школи-студії МХАТ.
У 2002 році вступив, а у 2006 році закінчив акторський факультет Школи-студії МХАТ (керівники курсу — Ігор Якович Золотовицький та Сергій Іванович Земцов).
З 2006 по 2009 роки — актор Російського академічного молодіжного театру (РАМТу) у Москві.
З 2009 року по теперішній час служить у трупі Московського державного театру «Ленком».
Пише вірші, є автором збірок «Її. Вірші» (2014) та «Антоновки» (2019). Виступає з сольними поетичними програмами.
У 2021 році брав участь у проєкті телеканалу «Росія-1» «Танці із зірками». Посів 5-е місце.

## Громадська позиція
У 2022 році підтримав вторгнення Росії в Україну, мотивувавши підтримку нападу основними наративами російської антиукраїнської пропаганди, назвав Максима Галкіна, Чулпан Хаматову та Івана Урганта «іудовим плем'ям».
23 вересня 2022 року виступив на концерті «Своїх не кидаємо», організованому ОНФ та присвяченому референдумам про приєднання до Росії окупованих територій України.
19 жовтня 2022 року, через вторгнення Росії на Україну, внесений до санкційного списку України осіб, «які публічно закликають до агресивної війни, виправдовують та визнають законною збройну агресію РФ проти України, тимчасову окупацію території України».

## Особисте життя
Антон Шагін одружений з акторкою Веронікою Ісаєвою. Діти: син Матвій (нар. 2007), дочка Поліна (нар. 2014).

## Фільмографія
- 2007 — Лещата — Кріт, друг діджея Дениса Орлова
- 2008 — Стиляги — Мелс Бірюков, комсомолець, що став стилягою Мелом (головна роль)
- 2009 — Московський феєрверк — Семен
- 2010 — На дотик — Гліб
- 2010 — Ховайся! — Слава, слідчий
- 2011 — Поцілунок крізь стіну — Кеша (Інокентій) Галюзов (головна роль)
- 2011 — У суботу — Валерій Кабиш, комсомольський працівник
- 2011 — Бездельники — Сергій Соловйов («Соловей»)
- 2011 — Без чоловіків — міліціонер
- 2014 — Біси — Петро Степанович Верховенський, син Степана Трохимовича
- 2014 — Купрін. Яма — Петро Аркадійович Лихонін, старий студент
- 2015 — Анка з Молдаванки — Аркадій Сотніков, ватажок банди
- 2015 — Охорона — Віталій
- 2016 — Молот — Євген, бандит на прізвисько «Акула»
- 2016 — П'ятниця — Віталій Бєлов
- 2017 — Ходіння по муках — Олексій Олексійович Бессонов (прототип — Олександр Блок)
- 2017 — Мир вашому дому! — Перчик
- 2018 — Довлатов — Антон Кузнєцов, поет, метробудівець
- 2019 — Союз порятунку — Кіндрат Федорович Рилєєв, підпоручник у відставці, поет
- 2019 — Підкидьок — Мішка Підкидьок (Михайло Родіонов), шахрай з Новгорода (головна роль)
- 2020 — Північний вітер — Бенедикт[13]
- 2020 — Комета Галлея — Ігнат Євгенович Галлей, фізик-астроном, співробітник астрофізичної обсерваторії РАН в Архизі, наречений Таїсії Артем'євої[14]
- 2021 — Горбоконик — Іван-дурень
- 2022 — Петрополіс — Володимир Огнєв
- 2022 — Союз Порятунку. Час гніву — Кіндрат Федорович Рилєєв, підпоручник у відставці, поет
- 2023 — Повітря — Володимир
- 2024 — Позивний «Пасажир» — Микола Рябінін, «Пасажир»

### Дубляж
- 2009 — Самотній чоловік — Кенні Поттер (роль Ніколаса Голта)

### Участь у музичних відеокліпах
- 2009 — Зара — кліп на пісню «Для неї»
- 2017 — Ігор Растеряєв — кліп на пісню «Місяць»
- 2023 — Бахит-Компот — кліп на пісню «Лорелея»